# リヴザルト収容所
リヴザルト収容所（Camp de Rivesaltes）は、南仏ピレネー＝ゾリアンタル県（オクシタニー地域圏）リヴザルトに1935年に建設された施設であり、主にスペイン内戦による難民の収容所、ナチス・ドイツ占領下のユダヤ人通過収容所、およびアルジェリア独立戦争後のアルキの収容所として使用され、計5万人が収容された。2000年に歴史的記念物に指定され、2015年に建築家の設計によるリヴザルト記念館が開館した。

## 歴史

### フランス植民地軍軍事教練施設
リヴザルト収容所は、1935年、ピレネー＝ゾリアンタル県（オクシタニー地域圏）のサルス＝ル＝シャトー、リヴザルト、エスピラ＝ド＝ラグリーの間に広がる平原にフランス植民地軍の軍事教練施設として建設され、当初は、リヴザルト出身で第一次世界大戦中のフランス陸軍総司令官ジョゼフ・ジョフルに因んでジョフル収容所（駐屯地）と名付けられた。軍需品倉庫を兼ねたこの施設は、1940年までに周囲の農地を買い取って拡大され、敷地面積612ヘクタール、収容人数18,000人に達していた。

### 難民収容所 - スペイン内戦

スペイン内戦の激戦地・爆撃地 - 地図上部のフランス国内に黒点と赤丸で難民収容所：西（左）からギュルス（Gurs）、ル・ヴェルネ（Vernet d’Ariège）、リヴザルト（Rivesaltes）

1936年に勃発したスペイン内戦で、1939年1月26日にバルセロナが陥落すると、2週間ほどの間に約5万人の難民がピレネー山脈を越えてフランスに到着した。「レティラーダ」（「撤退」の意）として知られる、このスペインからの難民の大量流入を受けて、ダラディエ政府は国境を再開した。というのは、スペイン内戦が勃発した1936年より前から、とりわけ、ヒトラー内閣が成立した1933年以降は、それ以前に欧州で最も多く移民・難民を受け入れていたフランスも、規制を強化せざるを得なくなり、すでに1938年6月13日にスペイン国境を閉鎖していたからである。1938年11月12日の政令（外国人取締法、11月13日付フランス共和国官報掲載）では、外国人の居住条件やフランス国籍の取得条件が厳格化されるほか、「国防・治安を脅かすおそれのある個人」を敵性外国人として国外追放し、もしくは国防戦争相および内相の決定に基づいて指定された施設に収容すると定められ、これ以後、「集結所」、「宿泊所」と称する施設が全国に設置されていった。こうして、ジョフル収容所は1939年に、他の施設への配属を待つ難民の通過（一時滞在）収容所（リヴザルト収容所）となった。同年2月にスペインから最初の民間人の難民が到着し、収容所内の16区画（各区に150、計2,400のバラック）に割り当てられた。
1940年に収容所の一部が、労働省所轄の外国人労働者隊（CTE）に割り当てられた。外国人労働者隊とは、亡命申請を許可された外国人に、フランス軍における兵役の代わりに労働を提供するよう促す1939年4月12日の政令によって結成されたものであり、後に外国人労働者団（GTE）と改称され、リヴザルト収容所にはスペイン人によって構成される第223、227および228労働団計1,600人のほか、フランス領セネガル人・インドシナ人らによる植民地軍第28歩兵連隊（RICMS）が置かれた。

### ユダヤ人通過収容所 - 第二次世界大戦
1939年9月1日、ドイツがポーランドに侵攻し、第二次世界大戦が勃発。これを受けて9月3日にフランスと英国がドイツに宣戦布告。約8か月にわたる奇妙な戦争の後、1940年5月10日、ドイツ軍はオランダ、ベルギー、ルクセンブルク、次いでフランスに侵攻した。6月14日にパリ陥落、6月22日に独仏休戦協定が締結されると、外国人労働団・歩兵連隊は解散され、リヴザルト収容所は閉鎖された。だが、独仏休戦協定によりフランスがドイツ軍の占領地域（北部）とヴィシー政府が統治する自由地域（南部）に二分された後、1941年4月にリヴザルト収容所が再開され、ヴィシー政権下で検挙されたユダヤ人が「ユダヤ人区」と名付けられた区画の「イスラエル人収容所」に収容された。過酷な環境で過密状態であったうえに、子どもは家族から離されて「子ども用居住区」に移された。1941年7月から9月までの間に、この居住区に収容された子ども140人のうち60人が死亡した。フランスの児童救済事業（OSE）、ロシアの職業訓練を通じた復興のための機関（ORT）、難民・移民支援団体シマド、キリスト教青年会（YMCA）、米国人クエーカー教徒、スイス赤十字社（CRS）の児童救済事業などの団体は食料品を配給し、「ユダヤ人区」が保健センターを兼ねることになった。
1942年の夏から南部でもユダヤ人の一斉検挙が始まり、1942年8月4日に2つの区画にユダヤ人「選別所」が設置され、ドランシー収容所およびドイツの強制収容所への強制移送が始まった。1942年11月11日にドイツ軍が自由地域の占領を開始し、11月12日にペルピニャンに侵攻した。11月16日にリヴザルト収容所に収容されていたユダヤ人の数は2,471人であったが、11月21日にリヴザルト収容所が閉鎖され、抑留者は南西部ピレネー＝アトランティック県のギュルス収容所に移送された。ただし、ロマは、アルル・カマルグ湿地帯の村サリエに設置された専用の収容所に送られた。1940年10月24日から1943年11月1日にかけてギュルス収容所に収容されたユダヤ人の数は18,185人にのぼる。このうち3,907人が、1942年8月6日から1943年3月3日にかけて北部のドランシー収容所を経由して、アウシュヴィッツ強制収容所に送られた。
パリ解放後は、他のフランス国内の収容所と同様に、ドイツ人捕虜、対独協力者および経済犯罪者が収監された。

### アルキ収容所 - アルジェリア戦争
1954年にアルジェリア戦争が勃発すると、リヴザルト収容所は1957年から1962年まで、アルジェリア人兵士を収容する監視軟禁施設（CARS）として使用された。1962年3月18日にエヴィアン協定によりアルジェリアがフランスから独立すると、80万人以上いた欧州系入植者（ピエ・ノワール）はフランスへの引き揚げが認められたのに対して、現地でフランス軍に雇われたムスリムの補充兵アルキは、アルジェリア人の同胞の怒りの標的となり、報復として、エヴィアン協定調印後もテロ活動を行っていたアルジェリア民族解放戦線（FLN）などにより拷問を受け、数十万人が殺害された。当時のミシェル・ドゥブレ内閣は、報復は行わないという民族解放戦線の約束を信じて、エヴィアン協定調印後まもなくアルキ部隊を解散して武器を回収し、しかも、アルキを保護する措置を講じていなかったからである。この結果、10万人以上のアルキが仏本土に逃げ渡ったが、彼らは、事実上、フランス国籍を「喪失」していた。もともと1946年5月7日の法律により、アルジェリアを含むフランス海外領土の出身者はフランス国籍を認められていたにもかかわらず、1962年7月21日のオルドナンス（法令）により、アルジェリア出身者は国籍法に定める承認を受けたうえでフランス国籍を認めるとされたからである。したがって、アルキは引揚者を対象とする政策措置を受けることができず、へき地の収容所に収容された。収容者の数は、1962年9月から1964年12月までの間に約22,000人、一時滞在者はフランス全体で42,000人とされる。
フランス政府は急遽、仮収容所を設置した。まず、1962年6月15日に、アヴェロン県（オクシタニー地域圏）のラルザック高原に約1,000のテントを設置した。6月24日にはフランス中部ピュイ＝ド＝ドーム県（オーヴェルニュ＝ローヌ＝アルプ地域圏）のブール＝ラスティックにも仮収容所を設置した。7月19日の時点でこの2か所に12,000人のアルキが収容されたが、不衛生な環境で食料品・医薬品も不足し、ブール＝ラスティックでは数週間に10人以上が死亡した。こうした状況から、政府は、この2つの仮収容所を閉鎖し、アルキを別の3つの収容所に移送した。イゼール県（オーヴェルニュ＝ローヌ＝アルプ地域圏）ヴィエンヌのラ＝レイ＝ル＝ヴィジャン収容所、ガール県（オクシタニー地域圏）サン＝ローラン＝デ＝ザルブルのサン＝モーリス＝ラルドワーズ収容所、そしてリヴザルト収容所である。このうち、リヴザルト収容所には1962年10月に9,620人（女性1,910人、男性3,050人、子ども4,660人）が収容されたが、収容しきれなかったために設置されたのがサン＝モーリス＝ラルドワーズ収容所で、収容人数400人のところ5,000人が入ることになった。

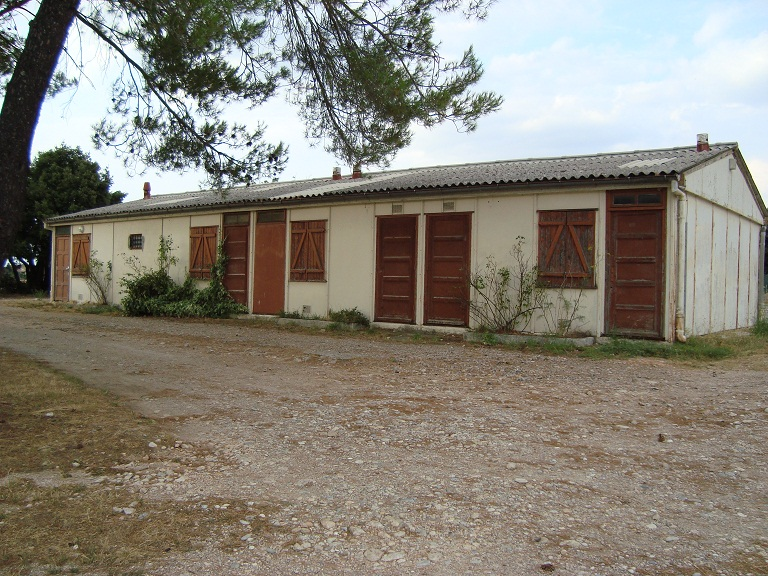
旧国有林管理村の4世帯用バラック（ヴァール県モンメヤン）

政府は引揚者が社会的・経済的に統合されることを最優先課題とし、雇用政策に取り組んだ。この結果、1963年から主に北部の繊維工場、鉄工所、炭鉱などに職を得て、収容所を出て行くアルキが徐々に増えていったが、一方で、政府は、アルキを国有林整備・再植林の仕事に就かせるために、南仏やコルシカ島に75の「国有林管理村」を設置し、リヴザルト収容所からは主にプロヴァンス＝アルプ＝コート・ダジュール地域圏の「国有林管理村」に1,845世帯が移住することになった。
リヴザルト収容所は、1964年12月に閉鎖された。この間に収容されたアルキとその家族の数は21,000人近くに及ぶ。やがて、「国有林管理村」も閉鎖され、1977年に残っていた家族は再びリヴザルトのレアール区に移された。
1964年に閉鎖された後、1966年3月まで、ギニアの軍人とその家族約800人が収容された。これは、1958年にギニアがフランスから独立した後、セネガル、コートジボワール、ニジェールなどのフランス軍兵舎に居住していた人々をリヴザルト収容所に移住させたためであり、同時期に、フランス領インドシナ出身の軍人も少数だが収容されていた。
さらに1986年から2007年までは国外退去命令が出された不法移民の収容所（移住者収容）として使用されたが、2007年からは記念館の建設のためにペルピニャンの収容所に移された。

## 記憶の継承

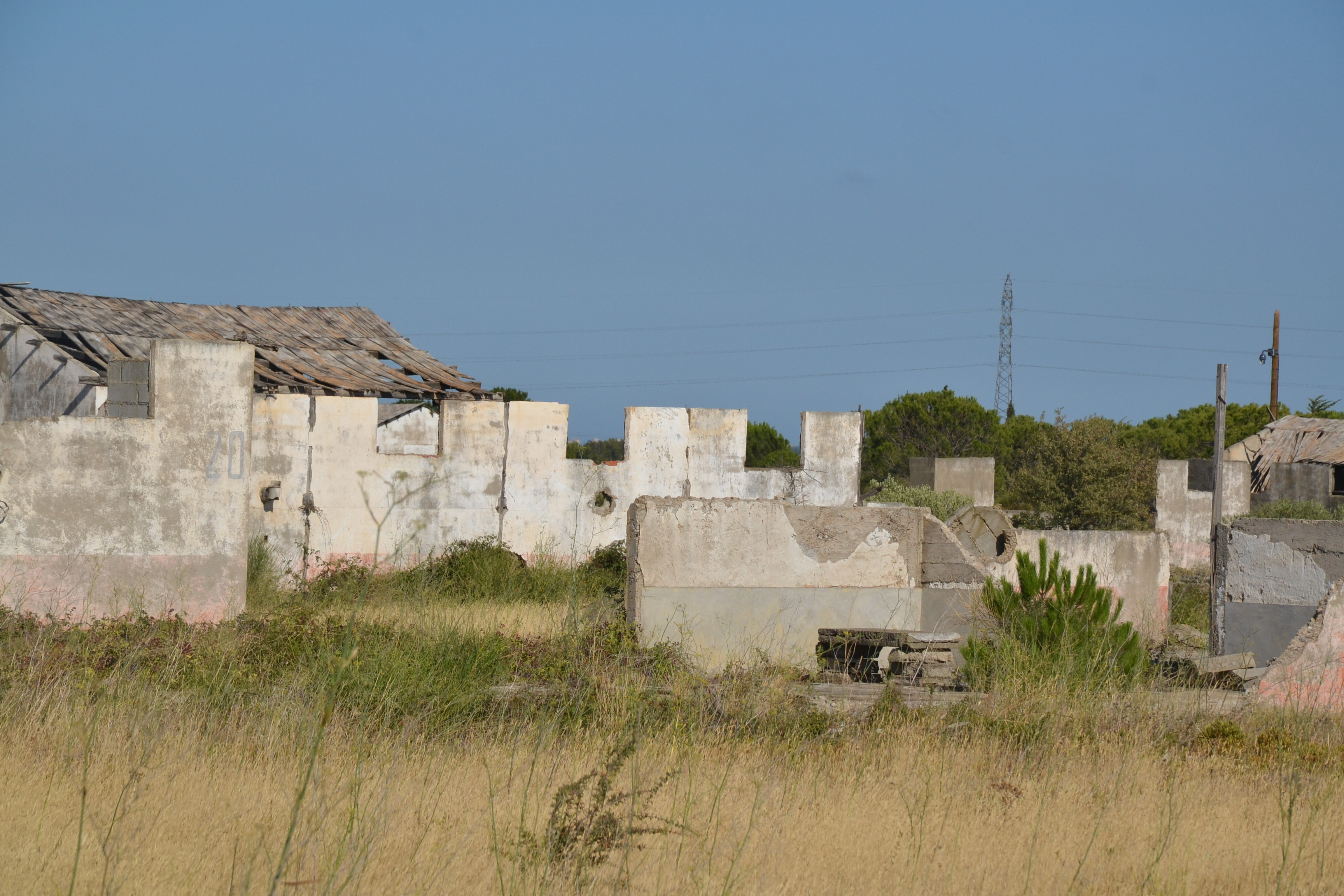
リヴザルト収容所跡のバラック

1990年代から第二次大戦中のユダヤ人強制移送におけるヴィシー政権の責任を問い直す動きが起こった。こうした運動を牽引したのが、ナチ・ハンターとしても知られる歴史学者・弁護士のセルジュ・クラルスフェルトと彼が1979年に設立した「強制移送されたフランス・ユダヤ人子息子女 (FFDJF)」協会である。
1995年7月16日、ジャック・シラク大統領は、ヴェロドローム・ディヴェール大量検挙事件の慰霊碑の前で、初めてユダヤ人強制移送におけるフランス政府の責任を認めた。

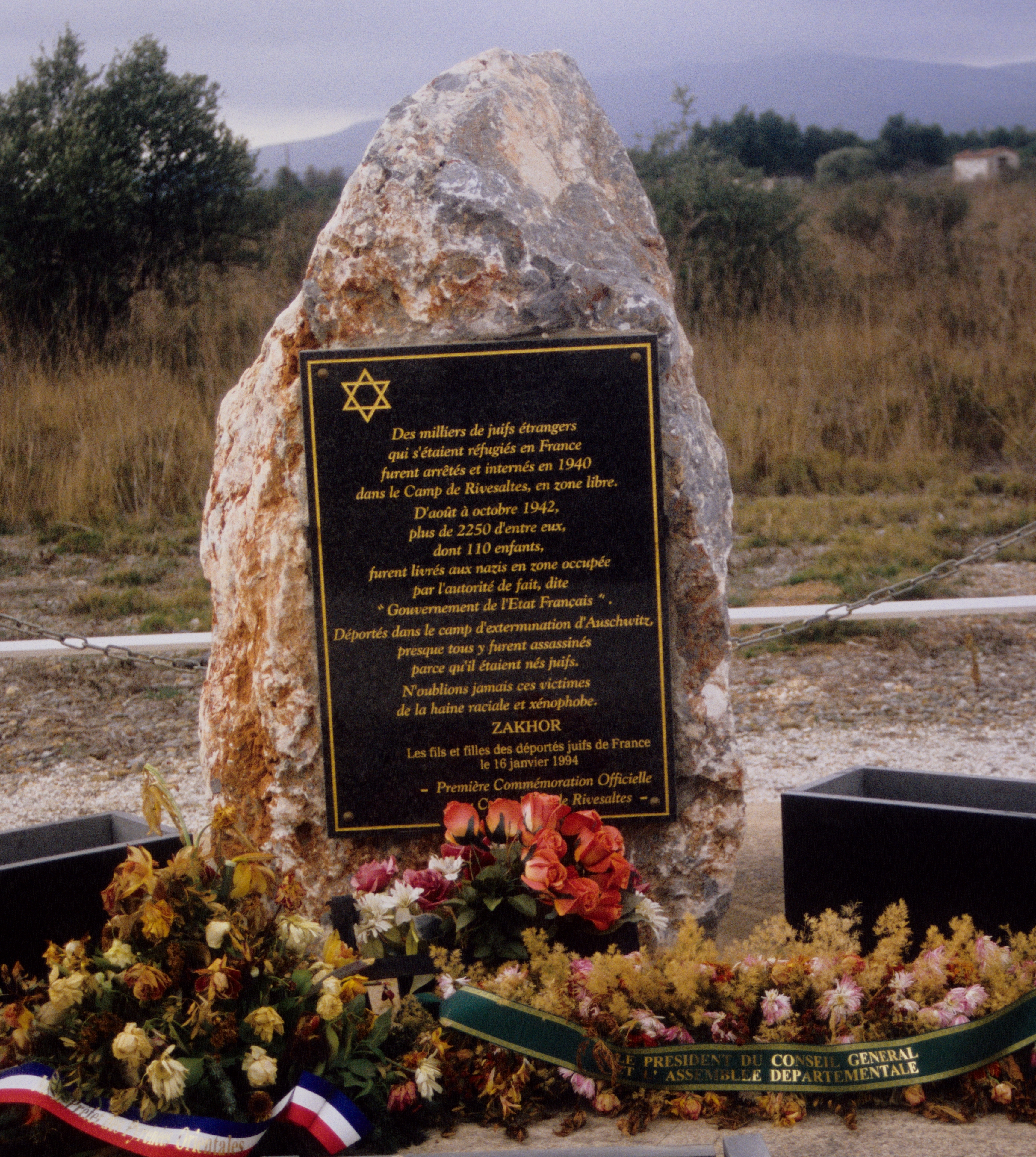
強制移送されたフランス・ユダヤ人子息子女の慰霊碑

1994年、リヴザルト収容所跡に、リヴザルトからアウシュヴィッツに強制移送されたユダヤ人の慰霊碑が建立され、次いで翌95年12月にはアルキのための追悼碑、1999年にはスペイン人難民のための追悼碑が設置された。
リヴザルトが再び注目されたのは、1997年にペルピニャンのゴミ処理場でユダヤ人に関する公文書の一部を発見した地元紙の記者ジョエル・メテが、これについて記事を掲載し、大きな波紋を呼んだときである。ペルピニャン知事は公文書隠匿にあたるとして、メテを非難した。これを受けて、リヴザルト出身のクロード・デルマス（カタルーニャの作家）とクロード・ヴォーシェが資料館・記念館の建立を呼びかけ、フランス領マダガスカル出身で対独抵抗運動に参加した作家のクロード・シモン、アウシュヴィッツ生還者で元欧州議会議長・ショア記念館館長のシモーヌ・ヴェイユ、セファルディム出身でスペイン人民戦線政府、アルジェリア独立を支持した哲学者・社会学者のエドガール・モランら、全国から多数の知識人・政治家の支持を得た。こうして、収容所跡に残っていたF区が2000年に歴史的記念物に指定され、さらに2006年1月の建築設計コンペティションで建築家ルディ・リチョッティのプロジェクトが選出された。2015年10月16日、マニュエル・ヴァルス首相、ナジャット・ヴァロー＝ベルカセム国民教育相らの出席を得て、リヴザルト記念館の開館式が行われた。

## 参考資料
- Violette Marcos & Juanito Marcos (2011), Les Camps de Rivesaltes. Une histoire de l’enfermement 1935-2007, Éditions Loubatières / Issuu.
- « Camp Joffre à Rivesaltes durant la Seconde Guerre mondiale », Anonymes, Justes et Persécutés durant la période Nazie dans les communes de France (ajpn, 2009).
- Fatima Besnaci-Lancou (2019), Harkis au camp de Rivesaltes, Éditions Loubatières / Issuu.
- Dominique Albertini (2015), A Rivesaltes, «un siècle de relégation des minorités», Libération.
- L’histoire du Camp de Rivesaltes, Mémorial de Rivesaltes.
- Cathy Dos Santos (2019), « Histoire. La Retirada, ce douloureux exil des Espagnols en France », L'Humanité.
- Jean-Claude Vimont (2014), La mise en valeur d’un patrimoine douloureux : le Camp de Rivesaltes par Valentine Rouzies, CLAMOR (UMS 3726 CNRS - ministère de la Justice)
- 加藤克夫「第二次世界大戦期フランスの「強制収容所」とユダヤ人迫害の「再記憶化」」『社会文化論集 : 島根大学法文学部紀要社会文化学科編』第3巻、島根大学法文学部、2006年12月25日、 1-14頁。
- 高山直也「フランスの植民地支配を肯定する法律とその第4条第2項の廃止について」『外国の立法 : 立法情報・翻訳・解説』第229巻、国立国会図書館調査及び立法考査局編、2006年8月、92-110頁。
- 大嶋えり子「フランスによるアルジェリアに関連する記憶の承認 ― 国立移民歴史館の事例を中心に」『年報政治学』日本政治学会編、2014年65巻1号、290-309頁、木鐸社。
- 松沼美穂「脱植民地化と国民の境界 ― アルジェリアからの引揚者に対するフランスの受け入れ政策」『ヨーロッパ研究』第12巻、東京大学大学院総合文化研究科・教養学部ドイツ・ヨーロッパ研究室、2013年1月、129-141頁。
- 「（戦後の原点）東アジアと欧州 ― 歴史の闇、向き合い続け」、朝日新聞、2017年3月19日。